# Генерална конференция по мерки и теглилки
Генералната конференция по мерки и теглилки (на френски: Conférence générale des poids et mesures, CGPM) е орган, създаден от дипломатическия договор Конвенция за метъра (Convention du Mètre) с цел да организира и координира работата по поддържане на международната метрична система SI в съответствие с развитието на науката и технологиите. Конференцията се свиква на всеки четири години. В нея вземат участие представители на страните-членки на Конвенцията за метъра от 1875 г. (понастоящем 55). Освен това, с ранг на наблюдател, могат да участват представители на асоциирани страни и икономически организации (понастоящем 34). Първата Генерална конференция, проведена през 1889 г., приема еталоните за метър и килограм. Двадесет и четвъртата Генерална конференция, на 21 октомври 2011 г., приема Резолюция №1 за възможна бъдеща ревизия на системата SI. Целта е мерките-еталони да се обвържат с природните константи. Промяната ще бъде приета от следващата Генерална конференция, насрочена за 2014 г., ако са налице необходимите за това условия.
През 1910 г. България получава еталони на мерните единици килограм и метър, и по силата на Указ № 1 на цар Фердинанд I от 27 февруари 1911 г. се присъединява към Конвенцията за метъра.
Конференцията прави заседанията си обикновено веднъж на всеки 4 години, те се състоят в Севър, Париж.

## Основни функции на Генералната конференция
1. Осигурява разпространението на Международната система единици SI;
2. Дискутира и инициира спогодби за развитие и подобряване на метричната система;
3. Потвърждава резултатите от нови фундаментални метрологични измервания и различни научни резолюции от международен обхват;
4. Взема всички главни решения относно финансиране, организация и развитие на постоянно действащия научен институт, Международното бюро по мерки и теглилки (BIPM), със седалище Севър, Франция;
5. Избира Международен комитет по мерки и теглилки (на френски: Comité international des poids et mesures, CIPM), в състав до 18 представители от различни страни-членки, който ръководи и контролира работата на BIPM и сътрудничи с други международни организации;
6. Получава доклад от CIPM за извършената работа.

## Предистория
Необходимостта от универсална десетична метрична система се появява в средата на 19 век, по време на първите световни търговски изложения.

### 1869 година
Император Наполеон III одобрява с декрет предложението на Министерството на селското стопанство и търговията за създаване на международна научна комисия за разпространение на използването на метричните мерки, за улесняване на търговията и сравняването на мерките между държавите, за изработване на международен еталон за метъра.

### 1870 – 1872 година
В Париж заседава Международната комисия за метъра, която изработва Конвенцията за метъра.

### 20 май 1875 година
На заключителното заседание на Международната техническа конференция в Париж 17 държави подписват дипломатическия договор „Конвенция за метъра“. Създава се постоянна организационна структура за общи действия на страните-членки по въпросите за единиците мерки. Основни подразделения на тази структура са CGPM, CIPM и BIPM.
| Година / Конференция       | РЕШЕНИЯ |
| -------------------------- | --- |
| 1889 / първа               | Утвърждава изработените еталони за метъра и килограма, които заедно с астрономическата секунда образуват тримерната механична система единици – MKS. |
| 1901 / трета               | Приема декларация за разграничаване на масата и теглото; приема дефиницията на литъра и стойността на константата g. |
| 1921 / шеста               | Разширява обхвата и отговорностите на BIMP до други области на физиката. |
| 1927 / седма               | Дефинира метъра на базата на прототипа; разширява обхвата на дейност на BIPM (ограничен до този момент до мерки за дължина, маса и метрологични изследвания, свързани с тях) до разработване на стандарти за измерване на електричеството. |
| 1948 / девета              | Допълва тримерната механична система единици MKS с единиците ампер, келвин и кандела като основни единици мерки съответно за електричен ток, термодинамична температура и светлинен интензитет. |
| 1960/ единадесета          | Приема френското наименование Système international d'unités, с международно означение SI, за Международната система единици, основана на шестте основни единици за измерване; ратифицира определението за секунда; въвежда представки за производни измервателни единици; поставя пред CIPM въпроса за разликата между литър и кубичен дециметър. |
| 1964 / дванадесета         | Поставя пред CIPM въпроса за разработване на стандарти за атомна и молекулярна честота; приема по-нататъшното използване на единицата кюри, но не като SI–единица; допълва списъка с представките; отменя определението за литър, запазва термина само като друго наименование на кубичен дециметър; разрешава използването на десетичен знак.     |
| 1967/68 / тринадесета      | Дава нови дефиниции на секунда и кандела; разработва дефиниция, символ и скала на единицата келвин; представя списък на примерни производни мерни единици; отхвърля използването на микрон като единица за измерване. |
| 1971 / четиринадесета      | Дефинира, въвежда означение и правила за използване на mol като седма основна единица мярка; приема наименованието сименс на мярката за електропроводимост; поставя пред CIPM въпроса за дефиниране и въвеждане на Международно атомно време. |
| 1975 / петнадесета         | Предлага стойност за скоростта на светлината; одобрява използването на Универсално координирано време; приема допълнителни единици мерки – бекерел и грей; добавя две нови представки. |
| 1979 / шестнадесета        | Дефинира единицата кандела чрез монохроматично излъчване; приема допълнителна единица – сиверт; по изключение разрешава използването на две означения за литъра – l и L. |
| 1983 / седемнадесета       | Дефинира единицата метър чрез скоростта на светлината. |
| 1987 / осемнадесета        | Обсъжда предстоящи уточнения, свързани с единиците за електричество – волт и ом. |
| 1991 / деветнадесета       | Добавя четири нови представки. |
| 1995 / двадесета           | Отхвърля клас помощни единици. |
| 1999 / двадесет и първа    | Приема допълнителна единица – катал; обсъжда нова дефиниция за единицата мярка килограм. |
| 2011 / двадесет и четвърта | Одобрява Резолюция №1 „За възможна бъдеща промяна на Международната измерителна система SI“, включително предефиниране на определението за килограм, като се свърже с константата на Планк. |
| 2014 / двадесет и пета     | Свързването на определението за килограм с константата на Планк е дискутирано, но приемането на решение е отложено за 26-ата конференция. |
| 2018 / двадесет и шеста    | 26-ата ще се състои през есента на 2018 г. |

| СТРАНИ-ЧЛЕНКИ           | Асоциирани страни и организации |
| ----------------------- | ------------------------------- |
| Аржентина               | Албания                         |
| Италия                  | Парагвай                        |
| Словакия                | Бангладеш                       |
| Австралия               | Перу                            |
| Казахстан               | Беларус                         |
| Камерун                 | Република Македония             |
| САЩ                     | Боливия                         |
| Сърбия                  | Република Молдова               |
| Белгия                  | Босна и Херцеговина             |
| Канада                  | Сейшели                         |
| Тайланд                 | Виетнам                         |
| Бразилия                | Словения                        |
| Аржентина               | Италия                          |
| Кения                   | Гана                            |
| Турция                  | Тайван                          |
| България                | Грузия                          |
| Китай                   | Тунис                           |
| Унгария                 | Еквадор                         |
| Великобритания          | Украйна                         |
| Корейска република      | Естония                         |
| Уругвай                 | Филипини                        |
| Венецуела               | Замбия                          |
| Корея                   | Хонг Конг (Китай)               |
| Финландия               | Зимбабве                        |
| Германия                | Черна гора                      |
| Малайзия                | Коста Рика                      |
| Франция                 | Шри Ланка                       |
| Гърция                  | Куба                            |
| Мексико                 | Ямайка                          |
| Холандия                | Латвия                          |
| Дания                   | Карибска общност                |
| Нова Зеландия           | Литва                           |
| Хърватска               | Мавриций                        |
| Доминиканска република  | Малта                           |
| Норвегия                | Панама                          |
| Чехия                   |                                 |
| Египет                  |                                 |
| Пакистан                |                                 |
| Чили                    |                                 |
| Израел                  |                                 |
| Полша                   |                                 |
| Швейцария               |                                 |
| Индия                   |                                 |
| Португалия              |                                 |
| Швеция                  |                                 |
| Индонезия               |                                 |
| Румъния                 |                                 |
| Ислямска република Иран |                                 |
| Руска федерация         |                                 |
| Япония                  |                                 |
| Ирландия                |                                 |
| Саудитска Арабия        |                                 |
| Испания                 |                                 |
| Сингапур                |                                 |